# コンビーフ
コンビーフ (英語: corned beef) とは、牛肉を塩漬けにした食品。日本では缶詰の製品が普及している。

## 概説
日本では一般に、塩漬けの牛肉をほぐして牛脂で固めた缶詰を「コンビーフ」と呼ぶが、本来は船の長期航海で使われる、保存食料の塩蔵牛肉である。そのため欧米では、缶詰でもほぐした状態でもないブロック肉であることが一般的である。「corned」とは、岩塩を砕いた粒状の粗塩で肉を漬けることを意味する。
日本農林規格 (JAS)では、「畜産物缶詰又は畜産物瓶詰のうち、牛肉を塩漬けにし、煮熟した後、ほぐし又はほぐさないで、食用油脂、調味料、香辛料等を加え又は加えないで詰めたものをいう」と定義される。そのまま食べたり、サンドイッチや炒め物などの材料にしたりする。

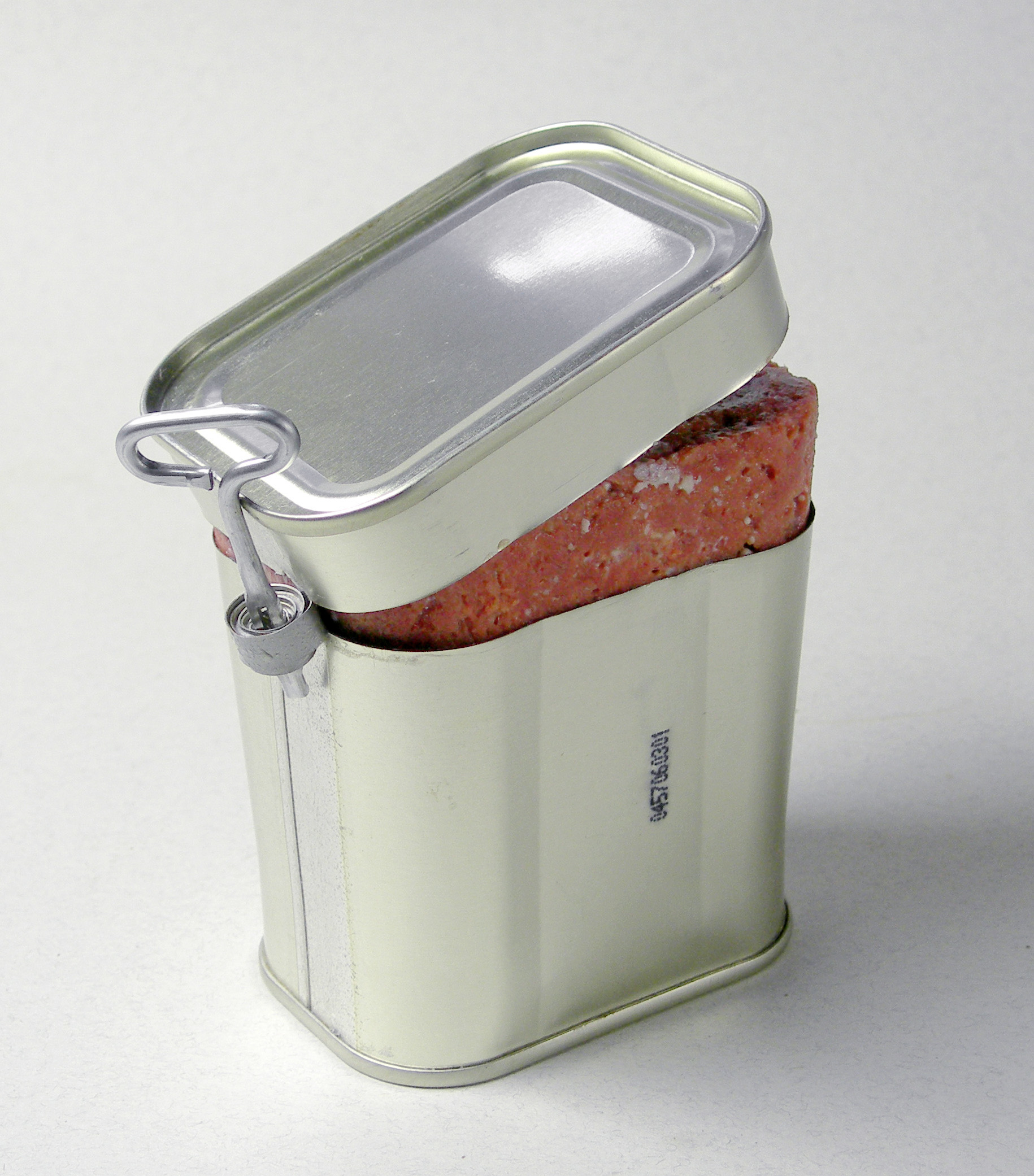
コンビーフ缶詰
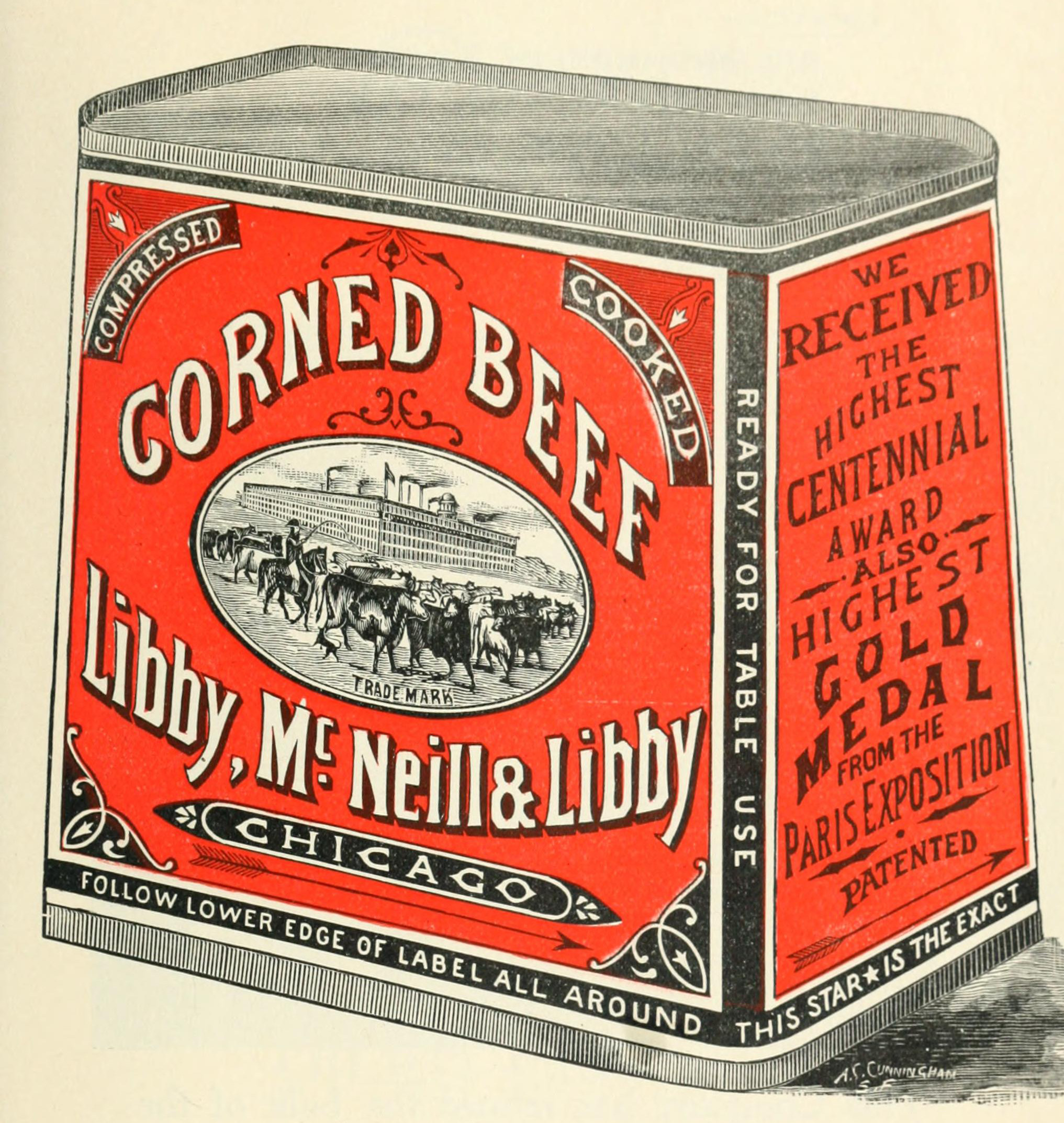
1898年当時のリビー社製コンビーフ缶詰の広告用イラスト

## 缶詰
日本の消費者には市販されているコンビーフは先細りの缶（英語: tapered can）で形が台形の缶（英語: trapezoid-shaped can）が馴染み深い。日本で近世に使われ始めた箱枕に似ており、「枕缶」と呼ばれる。1875年、アメリカの食品会社・リビー（Libby's）が、薄切りを作る為に中身を一つの塊として取り出しやすい缶として発明し、採用したとされている。開缶は、缶付属の「巻き取り鍵（まきとりかぎ）」などと呼ばれる缶切りの一種で缶側面の一部を帯状に巻き取って行う。当時は、欧米で缶詰が普及するきっかけとなったと言われている第一次世界大戦以前は、一般人が安全に開缶できる缶切りはいまだ普及していなかった。
なお、同種の分野の商品とされるランチョンミート缶の類が世に登場するのはコンビーフ缶の数十年後で、枕缶は使われていない。例えば、アメリカのホーメルフーズ社（Hormel Foods Corporation）がスパム（SPAM）を生産開始したのは1937年である。

### ノザキのコンビーフ

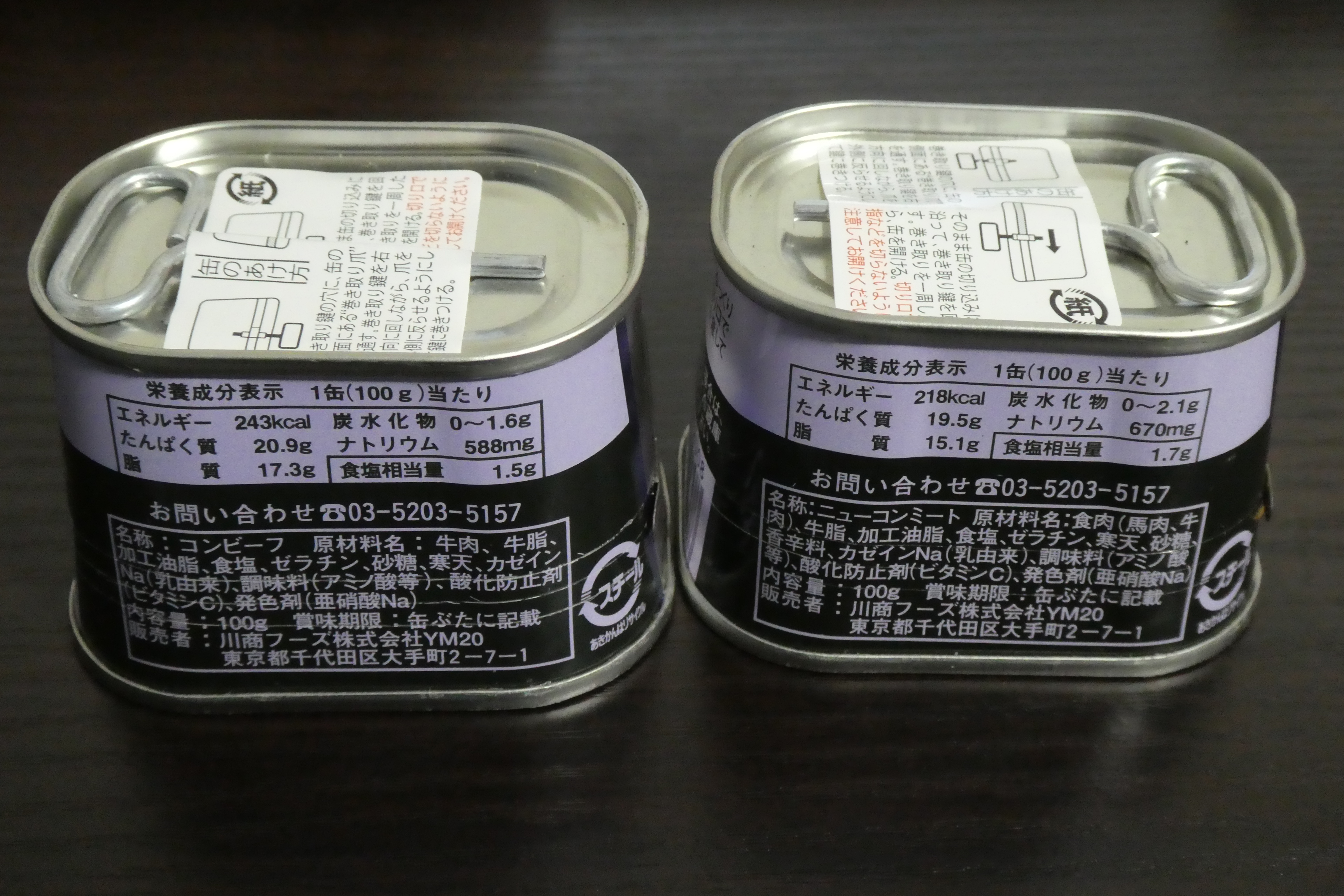
ノザキのコンビーフ・ニューコンミート（枕缶）

日本では1948年に国産コンビーフの市販を瓶詰めで初めて開始した商社・野崎産業の食品部門（現・川商フーズ）が1950年に国産初のコンビーフ缶詰を発売している。この商品の開発と製造は日東食品製造（現・日東ベスト）が担当している。
枕缶を使う理由として、製造する際に面積が大きい側から肉を詰め、缶内部の空気を抜く（脱気する）事で肉の酸化を防止できるとしている。一方、製造時に食品を入れた容器を密封前に加熱して内部の空気を抜く事は「加熱脱気」と呼ばれる。加熱脱気は密閉容器を使って食品を長期保存する発明の基本原理である。この方法は簡易なものになる場合が有るが、家庭で瓶詰めを手作りする際にも使われる。
日本で生産された缶詰の出荷量が輸出より国内向けが多くなるのは1955年（昭和30年）以後とされる。国産コンビーフ缶詰が発売された頃の日本国内での缶詰の普及状況は、先に述べたアメリカと似た様なものであった。
枕缶の人気は圧倒的に高いとされ、バリエーションが存在する。標準的な丸型の缶詰は"ノザキのコンビーフ860g"、"ノザキのニューコンミート860g"や、自衛隊の副食用缶詰の一種として防衛省仕様書(DSP-Defense Specifications)番号N 5106で定義されるコーンドミート缶詰等、少数派となっている。
しかし枕缶には、巻き取り鍵を失くしたり、開ける途中で缶の帯が千切れる事がある、開缶方法が分からない人がいるなどという問題点が有り、プルトップ缶とも呼ばれるEO缶が発売されている。缶詰は容器のままの保存がしにくい、ゴミ分別に手間が掛かるなどの不便を解消した事などをアピールした可燃容器入りの商品も販売されている。川商フーズも販売開始から70年経ち枕缶の製造ラインが寿命に達したことを理由に枕缶の使用を終了、枕缶の台形デザインを維持したまま底面部のシールをはがして開けるアルミック缶を採用、2020年3月から発売することを発表している。

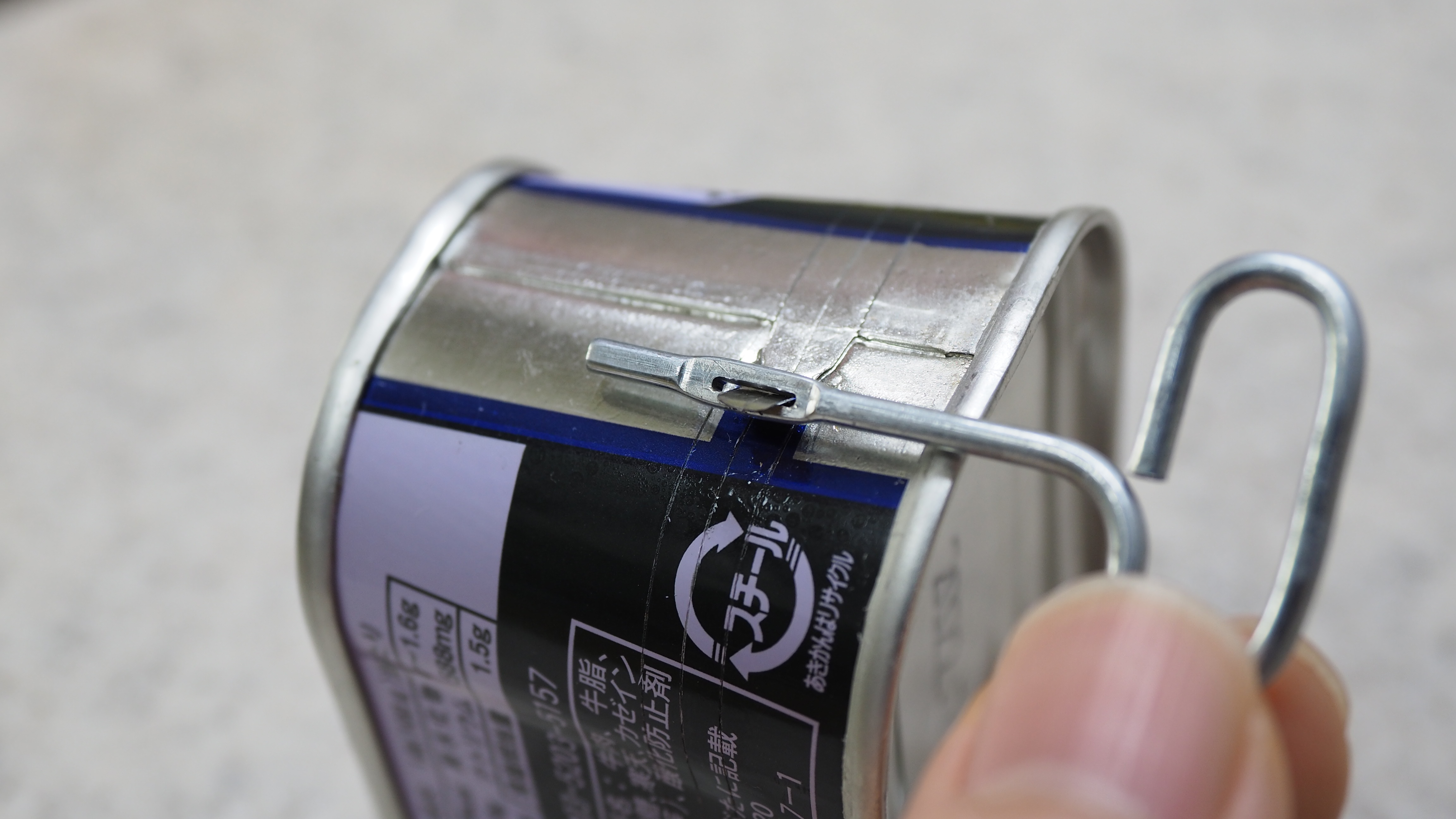
枕缶の鍵の巻き始め
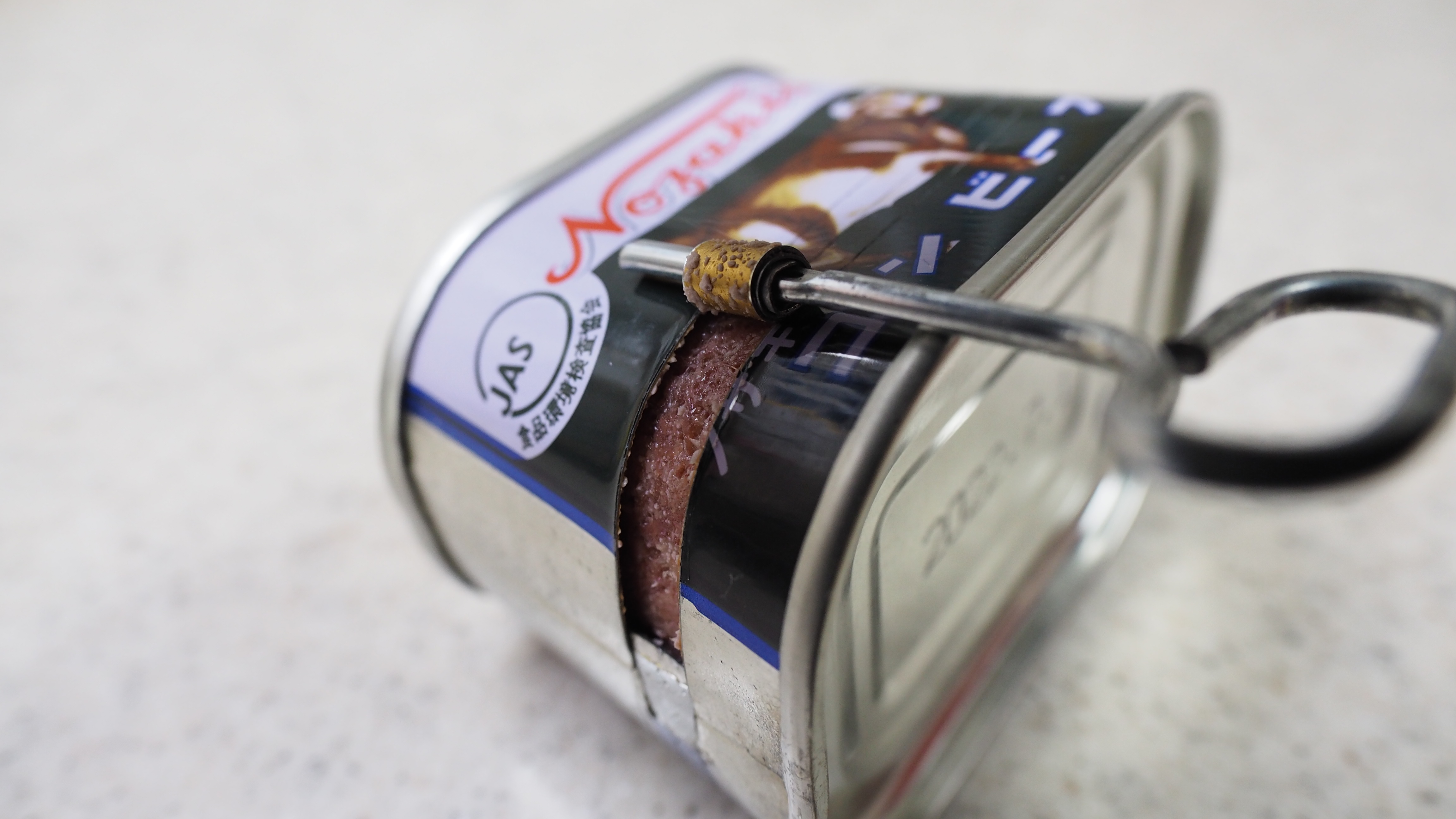
開缶中
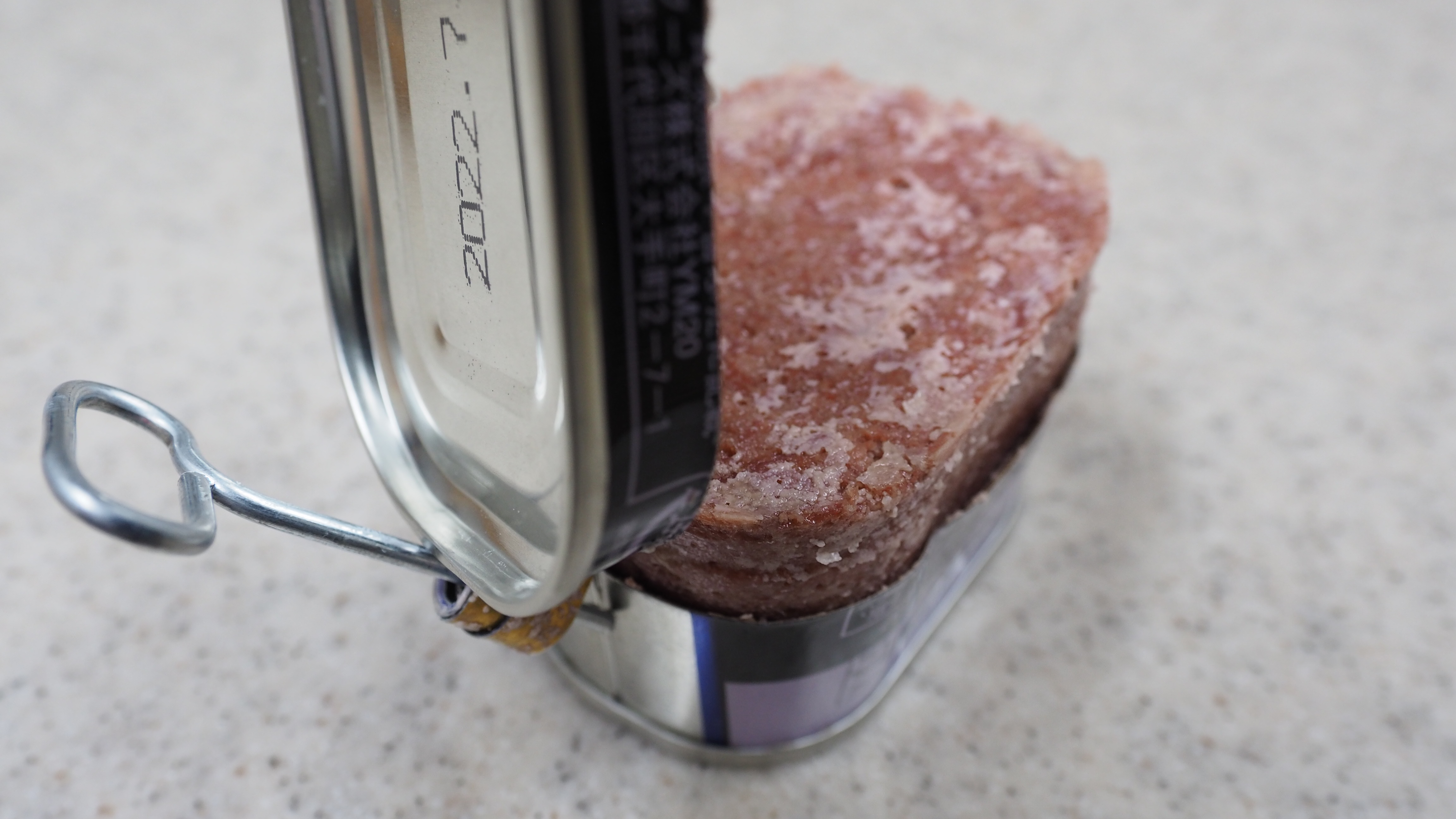
開缶したコンビーフ

## 日本以外のコンビーフ
諸外国では、缶詰ではないブリスケットなどのブロック肉を塩漬けした生のコンビーフが販売されている。アメリカやヨーロッパで一般的な生コンビーフの料理としてはルーベンサンドと呼ばれるサンドイッチが有名なほか、キャベツと煮こんだコンビーフ・アンド・キャベジは、アメリカにおけるアイルランド料理の定番となっている。またブラジルやペルーなどではシャルケと呼ばれる塩漬け肉が一般的で、フェイジョアーダなどの料理に使用される。
アルゼンチンやブラジルなどでは輸出用のコンビーフ缶詰が多く製造されており、牛肉をほぐさず茹でる方法で調理されるものもある。2011年現在ブラジルが世界の缶詰コンビーフの80%を供給している。日本に輸入されているコンビーフ缶詰も、ブラジル、アルゼンチン、ウルグアイなど南米諸国で製造されたものが大部分を占める。
イギリスでは第一次世界大戦の頃から陸軍や海軍でこの缶詰が食料として用いられていた。イギリスではBully beefとも呼ばれる。アメリカで一般的な生のコンビーフはイギリスではSalt Beefと呼ばれる。
ウルグアイでは“フライ・ベントス”の名前で1873年よりイギリスなどへ輸出され始めた。

## コンビーフの日
4月6日の「コンビーフの日」は1875年同日にアメリカで枕缶の特許が認められた事が由来である。
また、3月17日の聖パトリックの祝日（英: St Patrick's Day、セントパトリックス・デー）はカトリックにおける祭日であり、アイルランド共和国の祝祭日であるが、この日にアメリカではコンビーフ・アンド・キャベジを食べる習慣があるともされ、一部では「コンビーフ・アンド・キャベジ・デー」という記念日扱いする場合がある。

## ニューコンミート（旧称・ニューコンビーフ）
日東食品製造が馬肉を中心とした雑肉を主原料とする缶詰を開発し、発売元の野崎産業が自社名を冠して「ノザキのニューコンビーフ」という商品名で1961年（昭和36年）に発売した。
農林物資の規格化及び品質表示の適正化に関する法律（JAS法）の2005年（平成17年）6月改正で、日本農林規格（JAS）における缶詰の表示を定めた「畜産物缶詰及び畜産物瓶詰の日本農林規格」他の関連する基準も改正された。これによってコンビーフの名称は牛肉100%の物のみに使用できることとなり、馬肉など他の肉が使われている物はコーンドミートと表記するように定められた。またコーンドミートの内、馬肉と牛肉が使われており、そのうちの牛肉重量が20%以上のものはニューコーンドミートもしくはニューコンミートと表記することが許可された。2006年（平成18年）3月の法律施行にあわせ、「ノザキのニューコンビーフ」は「ノザキのニューコンミート」と名称が変更された。
前述の通り、野崎産業は合併・分社化などの再編を経て食品部門は2014年現在、JFEグループのJFE商事の100%子会社である川商フーズとなっており、「ノザキの〜」のブランド名を継承している。日本の商標制度に於いて商標権は設定していない。

## コンビーフハッシュ
コンビーフハッシュ（英語: corned beef hash）は、コンビーフに賽の目切りしたジャガイモを混ぜた肉加工食品。
コンビーフハッシュの肉の形状は挽き肉状になっており、繊維状にほぐれるコンビーフの肉とは異なる。ジャガイモが入っていることによって、通常のコンビーフよりも味や臭いがマイルドになり、食べやすい。脂分が多く、炒めると香ばしくなるのはコンビーフと同じであるため、そのまま食すよりは炒めて食べた方が美味い。
かつては缶詰製品が主流だったが、レトルトパウチ商品も多くなっている。賞味期限が長いため、長期保存が可能であり、非常時用の備蓄食料としても重宝されている。
アメリカ合衆国ではポピュラーな食材であり、沖縄県にはアメリカ合衆国による沖縄統治時代に駐留する米軍基地にアメリカ本国から缶詰の食糧として大量に輸送されてきており、コンビーフ、ランチョンミートの缶詰などと共にコンビーフハッシュの缶詰も沖縄県に広まった。このため、沖縄県では普及しているものの、それ以外、特に本州ではほとんど販売されていないため、日本での認知度は低い。
スパムを作っているホーメルが1950年代に缶詰として売り出した。2023年時点でも沖縄県内の沖縄ホーメルではコンビーフハッシュが製造されている。
沖縄県では、炒め物、サラダ、和え物、揚げ物などのさまざまな料理に利用されており、サンドイッチやタコス、タコライスの具材としても利用される。
コンビーフ同様に塩分が高いため、料理に利用する場合はそれを勘案する必要があるが、逆に味付けしなくても良いという利点にもなっている。
アメリカ合衆国では毎年9月27日が「ナショナル コンビーフ ハッシュデイ（National Corned Beef Hash Day）」として記念日になっている。

## 備考
会田雄次の著書「アーロン収容所」によれば、イギリス軍の日本兵捕虜収容所内における給食の中でも、飯盒で炊いたごはんにコンビーフを混ぜたものがご馳走として日本兵に喜ばれたという（ただし中には戦場で目にした、蛆の涌いた死体を連想して食欲を失った者も多かったという）。また、大岡昇平の著書「俘虜記」においても、レイテ島の捕虜収容所の給食としてコンビーフを混ぜた粥が提供されている。
野崎産業の宣伝活動として有名なもので、高度経済成長期から国鉄の送電線の鉄塔や首都圏主要路線（山手線・中央本線・京浜東北線沿線など）の電柱に設置された「ノザキのコンビーフ」看板がある。この看板は2000年代まで見られたが、近年は老朽化や駅構内のリニューアル工事に伴い多くが撤去されている。